# 韩歆
韩歆（？—39年），字翁君，荊州南陽郡棘陽县人，新朝到东汉初期政治人物、武将，初从更始帝，后降刘秀，官至大司徒，后免官自杀。

## 生平
最初在更始帝劉玄属下任河内郡太守。

### 投降刘秀
更始二年（24年），劉秀（汉光武帝）進攻河内，韓歆同乡岑彭一起防衛河内。岑彭不同意对抗劉秀，韓歆不同意。劉秀進軍河内郡怀县，韓歆急转态度，归降刘秀。韓歆最初对抗的计划劉秀被得知，刘秀想要斬杀他。岑彭進言刘秀韓歆是南陽豪族，用人之际，请求赦免，劉秀同意。
同年末，邓禹進攻三輔，起用韓歆为軍師。韓歆有功，被封扶陽侯。
东汉建立後，韓歆被任命为尚書令，建武四年（28年），韓歆作为古文經學家建议設置《春秋左氏传（左氏春秋）》博士，博士范升作为今文經學家反对，二人进行論争。韓歆任沛郡太守，建武十三年（37年）三月，大司徒侯霸死后，起用韓歆为大司徒。
韓歆常直言没有隐讳，光武帝对他的意見常常听不进去。朝会时、光武帝曾经读隗囂、公孫述所写的書簡，韓歆说「亡国君主都有才，桀、紂也有才」。光武帝大怒。韓歆論証飢饉凶作之年就要临近，指天画地，言词刚切。
建武十五年（39年）正月，韓歆于是被罷免大司徒，还归乡里。光武帝罷免韓歆後还不解气，派遣使者下詔叱責。司隷校尉鮑永請皇帝赦免韓歆，韓歆和儿子韓嬰在家自殺。

## 后事
韓歆名声高远，很多人对他死非其罪不满。光武帝十分後悔，賜给韓歆遺族金钱、谷物，以成礼安葬韓歆。